# Monobotodes
Monobotodes là một chi bướm đêm thuộc họ Noctuidae.